# Кутуева, Гульназ Миратовна
Гульназ Миратовна Кутуева (род. 1 января 1974 года в д. Ишкулово Абзелиловского района БАССР) — башкирская поэтесса, филолог, журналистка. Кандидат филологических наук. С 2013 года — главный редактор журнала «Башкортостан кызы». Входит в Союз писателей Республики Башкортостан.
В 2006 году награждена Государственной республиканской молодёжной премией в области литературы и искусства имени Шайхзады Бабича.
Поэзией стала заниматься в 90-е годы.
Окончила Башгосуниверситет (ныне Уфимский университет науки и технологий), аспирантуру. Работала в башкирском книжном издательстве, консультантом, руководителем в Сибайской писательской организации, ответственным секретарем журнала «Агидель». В настоящее время работает в журнале «Башкортостан кызы».

## Награды
25 июня 2007 — Государственная республиканская молодёжная премия имени Шайхзады Бабича — за сборник стихов и поэм «Кувшинка души»